# Liste der Biografien/Orz
Liste der Biografien |
Portal Biografien |
Personensuche
# |
A |
B |
C |
D |
E |
F |
G |
H |
I |
J |
K |
L |
M |
N |
O |
P |
Q |
R |
S |
T |
U |
V |
W |
X |
Y |
Z |
?
 
Oa |
Ob |
Oc |
Od |
Oe |
Of |
Og |
Oh |
Oi |
Oj |
Ok |
Ol |
Om |
On |
Oo |
Op |
Oq |
Or |
Os |
Ot |
Ou |
Ov |
Ow |
Ox |
Oy |
Oz
 
Ora |
Orb |
Orc |
Ord |
Ore |
Orf |
Org |
Orh |
Ori |
Orj |
Ork |
Orl |
Orm |
Orn |
Oro |
Orp |
Orr |
Ors |
Ort |
Oru |
Orv |
Orw |
Orx |
Ory |
Orz
Die Liste der Biografien führt alle Personen auf, die in der deutschsprachigen Wikipedia einen Artikel haben. Dieses ist eine Teilliste mit 18 Einträgen von Personen, deren Namen mit den Buchstaben „Orz“ beginnt.

## Orz

### Orza
- Orza, Cornel (* 1916), rumänischer Fußballspieler
- Orzabal, Roland (* 1961), britischer Sänger, Komponist und ProduzentRoland Orzabal (* 1961)

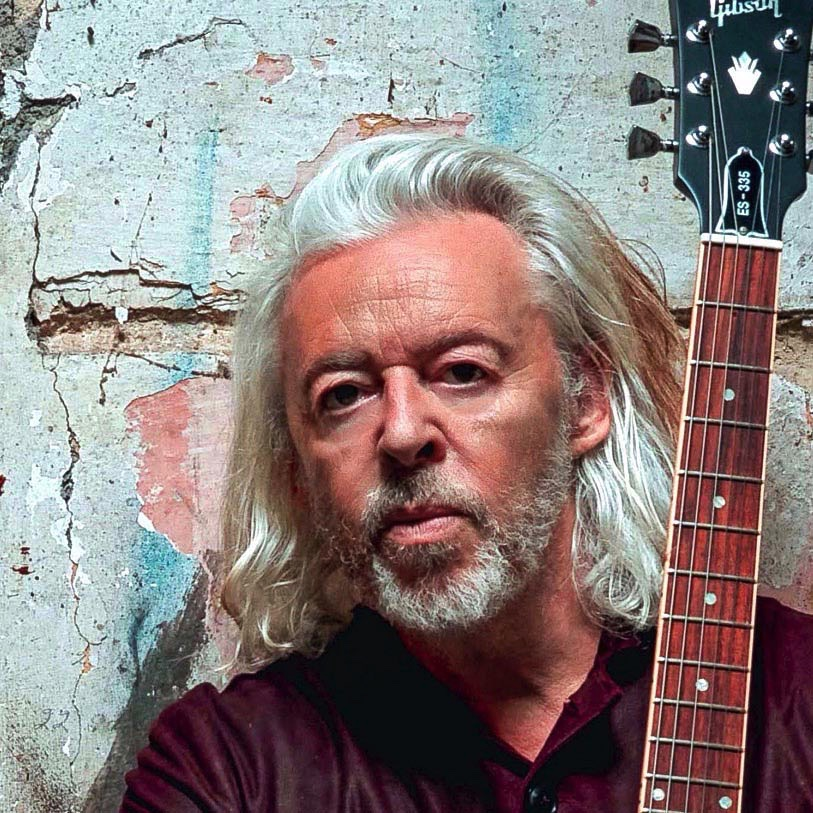
Roland Orzabal (* 1961)

### Orze
- Orzechowski, Andrzej (* 1962), polnischer Politiker, Mitglied des Sejm
- Orzechowski, Gerhard (1902–1977), deutscher Mediziner
- Orzechowski, Maciej (* 1971), polnischer Politiker (Platforma Obywatelska), Mitglied des Sejm
- Orzechowski, Mirosław (* 1957), polnischer Politiker, Publizist, Journalist und ehemaliger Abgeordneter des Sejm
- Orzechowski, Paweł (1941–2016), polnischer Fußballspieler
- Orzechowski, Peter (* 1952), deutscher Autor, der Verschwörungstheorien propagiert
- Orzechowski, Piotr (* 1990), polnischer Jazzpianist und Komponist
- Orzechowski, Robert (* 1989), polnischer Handballspieler
- Orzechowski, Stanisław (1513–1566), Vertreter der polnischen Renaissance
- Orzel, Conrad (* 2000), kanadischer Eiskunstläufer
- Orzelska, Anna Karolina (1707–1769), illegitime Tochter Augusts des Starken, durch Heirat Prinzessin von Schleswig-Holstein-Sonderburg-Beck
- Orzessek, Arno (* 1966), deutscher Schriftsteller und Journalist
- Orzessek, Manfred (1933–2012), deutscher Fußballtorhüter und -trainer
- Orzeszkowa, Eliza (1841–1910), polnische Schriftstellerin

### Orzl
- Orzłowski, Paweł (* 1972), polnischer Handballspieler

### Orzy
- Orzykowski, Bruno (1923–2013), deutscher Politiker (SPD), MdL